# Глендејл (округ Арапахо, Колорадо)
Глендејл (енгл. Glendale, Arapahoe County) град је у америчкој савезној држави Колорадо.

## Демографија
По попису из 2010. године број становника је 4.184, што је 363 (-8,0%) становника мање него 2000. године.
| Група             | 2000.         | 2010.         |
| Белци             | 2.383 (52,4%) | 2.146 (51,3%) |
| Афроамериканци    | 441 (9,7%)    | 295 (7,1%)    |
| Азијати           | 282 (6,2%)    | 267 (6,4%)    |
| Хиспаноамериканци | 1.245 (27,4%) | 1.352 (32,3%) |
| Укупно            | 4.547         | 4.184         |